# Paris Saint-Germain Football Club 2020-2021 (femminile)
Questa voce raccoglie le informazioni riguardanti la squadra femminile del Paris Saint-Germain nelle competizioni ufficiali della stagione 2020-2021.

## Stagione
Nella stagione 2020-2021 il PSG ha vinto il campionato per la prima volta nella sua storia, interrompendo il dominio dell'Olympique Lione che andava avanti da quattordici anni. Il campionato è stato concluso con 62 punti, frutto di 20 vittorie, 2 pareggi e nessuna sconfitta. La Coppa di Francia è stata annullata a causa delle restrizioni legate alla pandemia di COVID-19 dopo la disputa degli ottavi di finale, dopo che il PSG aveva superato il Fleury.
In UEFA Women's Champions League il PSG è stato eliminato in semifinale dal Barcellona. Nei turni precedenti il PSG aveva eliminato prima le polacche del Górnik Łęczna, poi le ceche dello Sparta Praga e nei quarti di finale le connazionali dell'Olympique Lione grazie alla regola dei gol fuori casa, impedendo all'OL di difendere i cinque titoli conquistati nelle precedenti cinque edizioni.

## Divise e sponsor
| Casa | Trasferta | Terza |

## Organigramma societario
Area tecnica
- Allenatore: Olivier Echouafni
- Vice allenatore:
- Preparatore dei portieri:
- Preparatore atletico:
- Medico sociale:
- Fisioterapista:
- Coordinatore:

## Rosa
Rosa, ruoli e numeri di maglia come da sito ufficiale, aggiornati al 26 aprile 2021
| N. |                        | Ruolo | Calciatrice             |
| -- | ---------------------- | ----- | ----------------------- |
| 1  | Germania (bandiera)    | P     | Charlotte Voll          |
| 2  | Francia (bandiera)     | D     | Bénédicte Simon         |
| 4  | Polonia (bandiera)     | D     | Paulina Dudek           |
| 5  | Stati Uniti (bandiera) | D     | Alana Cook              |
| 6  | Brasile (bandiera)     | C     | Luana                   |
| 7  | Svizzera (bandiera)    | A     | Ramona Bachmann         |
| 8  | Francia (bandiera)     | C     | Grace Geyoro            |
| 9  | Francia (bandiera)     | A     | Marie-Antoinette Katoto |
| 10 | Danimarca (bandiera)   | A     | Nadia Nadim             |
| 11 | Francia (bandiera)     | A     | Kadidiatou Diani        |
| 12 | Canada (bandiera)      | D     | Ashley Lawrence         |
| 13 | Germania (bandiera)    | C     | Sara Däbritz            |

| N. |                        | Ruolo | Calciatrice              |
| -- | ---------------------- | ----- | ------------------------ |
| 14 | Spagna (bandiera)      | D     | Irene Paredes (capitano) |
| 16 | Cile (bandiera)        | P     | Christiane Endler        |
| 18 | Francia (bandiera)     | C     | Laurina Fazer            |
| 20 | Francia (bandiera)     | D     | Perle Morroni            |
| 21 | Francia (bandiera)     | C     | Sandy Baltimore          |
| 22 | Danimarca (bandiera)   | A     | Signe Bruun              |
| 23 | Canada (bandiera)      | A     | Jordyn Huitema           |
| 24 | Brasile (bandiera)     | C     | Formiga                  |
| 28 | Francia (bandiera)     | D     | Jade Le Guilly           |
| 30 | Stati Uniti (bandiera) | P     | Arianna Criscione        |
| 40 | Francia (bandiera)     | P     | Alice Pinguet            |
|    | Francia (bandiera)     | C     | Magnaba Folquet          |

## Calciomercato

### Sessione estiva
| Acquisti | Acquisti        | Acquisti    | Acquisti      |
| R.       | Nome            | da          | Modalità      |
| -------- | --------------- | ----------- | ------------- |
| P        | Charlotte Voll  | Sand        | definitivo    |
| D        | Bénédicte Simon | Stade Reims | definitivo    |
| C        | Aminata Diallo  | Utah Royals | fine prestito |
| A        | Ramona Bachmann | Chelsea     | definitivo    |

| Cessioni | Cessioni             | Cessioni        | Cessioni    |
| R.       | Nome                 | a               | Modalità    |
| -------- | -------------------- | --------------- | ----------- |
| P        | Katarzyna Kiedrzynek | Wolfsburg       | definitivo  |
| D        | Hanna Glas           | Bayern Monaco   | definitivo  |
| D        | Ève Périsset         | Bordeaux        | definitivo  |
| C        | Lina Boussaha        | Le Havre        | definitivo  |
| C        | Aminata Diallo       | Atlético Madrid | definitivo  |
| C        | Thelma Eninger       | Fleury          | definitivo  |
| C        | Léa Khelifi          | Digione         | in prestito |
| C        | Karina Sævik         | Wolfsburg       | definitivo  |
| A        | Vicki Becho          | Olympique Lione | definitivo  |

### Sessione invernale
| Acquisti | Acquisti | Acquisti | Acquisti |
| R.       | Nome     | da       | Modalità |
| -------- | -------- | -------- | -------- |
|          |          |          |          |

| Cessioni | Cessioni     | Cessioni | Cessioni    |
| R.       | Nome         | a        | Modalità    |
| -------- | ------------ | -------- | ----------- |
| A        | Hawa Sangaré | Le Havre | in prestito |

## Risultati

### Division 1

#### Girone di andata
| Arbitro: | Maïka Vanderstichel |

|                                |           |            |
| Diani 56’, 78’, 86’ Katoto 71’ | Marcatori | 75’ Robert |

| Libourne 13 settembre 2020, ore 12:45 CEST 2ª giornata | Bordeaux       | 0 – 0 referto | Paris Saint-Germain | Stadio Jean-Antoine Moueix (749 spett.)\| Arbitro: \| Victoria Beyer \| |
| Arbitro:                                               | Victoria Beyer |               |                     |                                                                         |

| Arbitro: | Savina Elbour |

|                                   |           |  |
| Diani 6’, 44’ Nadim 23’ Bruun 89’ | Marcatori |  |

| Arbitro: | Vanessa Cruchon |

|  |           |                              |
|  | Marcatori | 54’ Luana 59’, 90’ Baltimore |

| Arbitro: | Maïka Vanderstiche |

|                                          |           |  |
| Paredes 8’ Katoto 15’, 41’ Baltimore 89’ | Marcatori |  |

| Arbitro: | Alexandra Collin |

|  |           |                                  |
|  | Marcatori | 55’ Bruun 60’ Geyoro 80’ Huitema |

| Arbitro: | Charlène Laur |

|                                      |           |  |
| Katoto 8’, 75’ Diani 34’ Paredes 58’ | Marcatori |  |

| Arbitro: | Florence Guillemin |

|  |           | |
|  | Marcatori | 5’, 44’ Diani 7’, 9’ Katoto 24’, 40’, 48’, 64’, 68’, 74’, 90’ Nadim 30’ Lawrence 84’ Bruun 85’ Bachmann |

| Arbitro: | Maïka Vanderstichel |

|            |           |  |
| Katoto 11’ | Marcatori |  |

| Arbitro: | Victoria Beye |

|                                                       |           |           |
| Butel 2’ (aut.) Katoto 17’ Baltimore 46’ Bachmann 62’ | Marcatori | 82’ Viens |

| Arbitro: | Emeline Rochebilière |

|                                     |           |  |
| Katoto 6’, 33’, 37’, 67’ Geyoro 62’ | Marcatori |  |

#### Girone di ritorno
| Arbitro: | Victoria Beye |

|             |           |  |
| Däbritz 43’ | Marcatori |  |

| Arbitro: | Justine Catania |

|  |           |                                                    |
|  | Marcatori | 6’ Baltimore 11’, 56’ Katoto 19’ Diani 85’ Huitema |

| Arbitro: | Savina Elbour |

|  |           |                                                              |
|  | Marcatori | 24’, 61’ Baltimore 60’ Katoto 70’ (rig.) Diani 90+4’ Paredes |

| Arbitro: | Alexandra Collin |

|                                     |           |  |
| Luana 11’ Diani 85’, 86’ Katoto 89’ | Marcatori |  |

| Décines-Charpieu 30 maggio 2021, ore 21:00 CEST 16ª giornata | Olympique Lione    | 0 – 0 referto | Paris Saint-Germain | Parc Olympique Lyonnais\| Arbitro: \| Stéphanie Frappart \| |
| Arbitro:                                                     | Stéphanie Frappart |               |                     |                                                             |

| Arbitro: | Savina Elbour |

|  |           |                            |
|  | Marcatori | 24’ Nadim 60’, 64’ Paredes |

| Arbitro: | Gabrielle Guillot |

|                                                                 |           |  |
| Katoto 10’, 60’, 74’ Dudek 41’ Formiga 45’ Geyoro 63’ Diani 67’ | Marcatori |  |

| Arbitro: | Savina Elbour |

|                           |           |                                   |
| Catala 79’ (rig.) Sow 92’ | Marcatori | 21’, 72’ Bruun 67’ (rig.) Däbritz |

| Arbitro: | Vanessa Cruchon |

|  |           |                     |
|  | Marcatori | 6’ Nadim 79’ Katoto |

| Arbitro: | Maïka Vanderstichel |

|  |           |                                                   |
|  | Marcatori | 19’, 44’ Bruun 42’ Baltimore 90+4’ (rig.) Morroni |

| Arbitro: | Victoria Beyer |

|                                    |           |  |
| Däbritz 8’ Paredes 61’ Huitema 90’ | Marcatori |  |

### Coppa di Francia
| Arbitro: | Maïka Vanderstichel |

|  |           |                              |
|  | Marcatori | 30’ (rig.) Däbritz 52’ Bruun |

### UEFA Women's Champions League
| Arbitro: | Lorraine Watson |

|  |           |                           |
|  | Marcatori | 17’ Huitema 25’ Baltimore |

| Arbitro: | Jelena Pejković |

|                                                             |           |             |
| Nadim 21’ Huitema 24’ Paredes 32’, 89’ Katoto 43’ Diani 51’ | Marcatori | 62’ Kamczyk |

| Arbitro: | Frida Nielsen |

|                                                     |           |  |
| Katoto 29’, 36’ Bachmann 55’ Lawrence 64’ Luana 82’ | Marcatori |  |

| Chomutov 17 marzo 2021, ore 14:30 UTC+1 Ottavi di finale - Ritorno | Sparta Praga | 3 – 0 (tav.) referto | Paris Saint-Germain | Stadio Letní |

| Arbitro: | Esther Staubli |

|  |           |                   |
|  | Marcatori | 86’ (rig.) Renard |

| Arbitro: | Ivana Martinčić |

|            |           |                              |
| Macario 4’ | Marcatori | 25’ Geyoro 61’ (aut.) Renard |

| Arbitro: | Olga Zadinová |

|          |           |             |
| Cook 21’ | Marcatori | 13’ Hermoso |

| Arbitro: | Anastasija Pustovojtova |

|                 |           |            |
| Martens 8’, 31’ | Marcatori | 34’ Katoto |

## Statistiche

### Statistiche di squadra
| Competizione     | Punti | In casa | In casa | In casa | In casa | In casa | In casa | In trasferta | In trasferta | In trasferta | In trasferta | In trasferta | In trasferta | Totale | Totale | Totale | Totale | Totale | Totale | DR  |
| Competizione     | Punti | G       | V       | N       | P       | Gf      | Gs      | G            | V            | N            | P            | Gf           | Gs           | G      | V      | N      | P      | Gf     | Gs     | DR  |
| ---------------- | ----- | ------- | ------- | ------- | ------- | ------- | ------- | ------------ | ------------ | ------------ | ------------ | ------------ | ------------ | ------ | ------ | ------ | ------ | ------ | ------ | --- |
| Division 1       | 62    | 11      | 11      | 0       | 0       | 41      | 2       | 11           | 9            | 2            | 0            | 42           | 2            | 22     | 20     | 2      | 0      | 83     | 4      | +79 |
| Coppa di Francia | -     | -       | -       | -       | -       | -       | -       | 1            | 1            | 0            | 0            | 2            | 0            | 1      | 1      | 0      | 0      | 2      | 0      | +2  |
| Champions League | -     | 4       | 2       | 1       | 1       | 12      | 3       | 4            | 2            | 0            | 2            | 5            | 6            | 8      | 4      | 1      | 3      | 17     | 9      | +8  |
| Totale           | -     | 15      | 13      | 1       | 1       | 53      | 5       | 16           | 12           | 2            | 2            | 49           | 8            | 31     | 25     | 3      | 3      | 102    | 13     | +89 |

### Andamento in campionato
| Giornata  | 1 | 2 | 3 | 4 | 5 | 6 | 7 | 8 | 9 | 10 | 11 | 12 | 13 | 14 | 15 | 16 | 17 | 18 | 19 | 20 | 21 | 22 |
| --------- | - | - | - | - | - | - | - | - | - | -- | -- | -- | -- | -- | -- | -- | -- | -- | -- | -- | -- | -- |
| Luogo     | C | T | C | T | C | T | C | T | C | C  | C  | C  | T  | T  | C  | T  | T  | C  | T  | T  | T  | C  |
| Risultato | V | N | V | V | V | V | V | V | V | V  | V  | V  | V  | V  | V  | N  | V  | V  | V  | V  | V  | V  |
| Posizione | 1 | 4 | 4 | 2 | 2 | 2 | 2 | 2 | 1 | 1  | 1  | 1  | 1  | 1  | 1  | 1  | 1  | 1  | 1  | 1  | 1  | 1  |

Legenda:

Luogo: C = Casa; T = Trasferta. Risultato: V = Vittoria; N = Pareggio; P = Sconfitta.

### Statistiche delle giocatrici
| Giocatore    | Division 1 | Division 1 | Division 1  | Division 1 | Coppa di Francia | Coppa di Francia | Coppa di Francia | Coppa di Francia | Champions League | Champions League | Champions League | Champions League | Totale   | Totale | Totale      | Totale     |
| Giocatore    | Presenze   | Reti       | Ammonizioni | Espulsioni | Presenze         | Reti             | Ammonizioni      | Espulsioni       | Presenze         | Reti             | Ammonizioni      | Espulsioni       | Presenze | Reti   | Ammonizioni | Espulsioni |
| ------------ | ---------- | ---------- | ----------- | ---------- | ---------------- | ---------------- | ---------------- | ---------------- | ---------------- | ---------------- | ---------------- | ---------------- | -------- | ------ | ----------- | ---------- |
| R. Bachmann  | 14         | 2          | 0           | 0          | 1                | 0                | 0                | 0                | 7                | 1                | 0                | 0                | 22       | 3      | 0           | 0          |
| S. Baltimore | 21         | 8          | 1           | 0          | 1                | 0                | 0                | 0                | 6                | 1                | 0                | 0                | 28       | 9      | 1           | 0          |
| S. Bruun     | 18         | 7          | 1           | 0          | 1                | 1                | 0                | 0                | 4                | 0                | 2                | 0                | 23       | 8      | 3           | 0          |
| A. Cook      | 13         | 0          | 0           | 0          | -                | -                | -                | -                | 4                | 1                | 0                | 0                | 17       | 1      | 0           | 0          |
| A. Criscione | -          | -          | -           | -          | -                | -                | -                | -                | 0                | 0                | 0                | 0                | 0        | 0      | 0           | 0          |
| S. Däbritz   | 18         | 3          | 3           | 0          | 1                | 1                | 0                | 0                | 7                | 1                | 0                | 0                | 26       | 5      | 3           | 0          |
| K. Diani     | 19         | 13         | 0           | 0          | 1                | 0                | 0                | 0                | 4                | 0                | 0                | 0                | 24       | 13     | 0           | 0          |
| P. Dudek     | 17         | 1          | 1           | 0          | 1                | 0                | 0                | 0                | 7                | 0                | 1                | 0                | 25       | 1      | 2           | 0          |
| C. Endler    | 22         | -4         | 0           | 0          | 0                | 0                | 0                | 0                | 6                | -5               | 0                | 0                | 28       | -9     | 0           | 0          |
| L. Fazer     | 6          | 0          | 0           | 0          | 0                | 0                | 0                | 0                | 2                | 0                | 0                | 0                | 8        | 0      | 0           | 0          |
| M. Folquet   | -          | -          | -           | -          | -                | -                | -                | -                | 0                | 0                | 0                | 0                | 0        | 0      | 0           | 0          |
| Formiga      | 15         | 1          | 2           | 0          | 0                | 0                | 0                | 0                | 5                | 0                | 1                | 0                | 20       | 1      | 3           | 0          |
| G. Geyoro    | 17         | 3          | 1           | 0          | 1                | 0                | 0                | 0                | 6                | 2                | 0                | 0                | 24       | 5      | 1           | 0          |
| J. Huitema   | 16         | 3          | 0           | 0          | 1                | 0                | 0                | 0                | 6                | 2                | 0                | 0                | 23       | 5      | 0           | 0          |
| O. Hurtré    | 2          | 0          | 0           | 0          | -                | -                | -                | -                | 2                | 0                | 0                | 0                | 4        | 0      | 0           | 0          |
| M. Katoto    | 19         | 21         | 0           | 0          | 1                | 0                | 0                | 0                | 6                | 4                | 0                | 0                | 26       | 25     | 0           | 0          |
| L. Khelifi   | 1          | 0          | 0           | 0          | -                | -                | -                | -                | -                | -                | -                | -                | 1        | 0      | 0           | 0          |
| A. Lawrence  | 20         | 1          | 4           | 0          | 1                | 0                | 1                | 0                | 6                | 1                | 1                | 0                | 27       | 2      | 6           | 0          |
| J. Le Guilly | 1          | 0          | 0           | 0          | -                | -                | -                | -                | 3                | 0                | 0                | 0                | 4        | 0      | 0           | 0          |
| Luana        | 9          | 2          | 2           | 0          | -                | -                | -                | -                | 1                | 1                | 0                | 0                | 10       | 3      | 2           | 0          |
| P. Morroni   | 18         | 1          | 6           | 0          | 1                | 0                | 0                | 0                | 6                | 0                | 3                | 0                | 25       | 1      | 9           | 0          |
| N. Nadim     | 15         | 10         | 1           | 0          | -                | -                | -                | -                | 5                | 1                | 0                | 0                | 20       | 11     | 1           | 0          |
| I. Paredes   | 21         | 6          | 4           | 0          | 1                | 0                | 0                | 0                | 6                | 2                | 3                | 0                | 28       | 8      | 7           | 0          |
| A. Pinguet   | 0          | 0          | 0           | 0          | -                | -                | -                | -                | -                | -                | -                | -                | 0        | 0      | 0           | 0          |
| H. Sangaré   | -          | -          | -           | -          | -                | -                | -                | -                | 1                | 0                | 0                | 0                | 1        | 0      | 0           | 0          |
| B. Simon     | 4          | 0          | 0           | 0          | 1                | 0                | 0                | 0                | 2                | 0                | 0                | 0                | 7        | 0      | 0           | 0          |
| C. Voll      | 0          | 0          | 0           | 0          | 1                | 0                | 0                | 0                | 1                | 0                | 0                | 0                | 2        | 0      | 0           | 0          |